# Volvo Trucks
Volvo Trucks (szw. Volvo Lastvagnar) – producent ciężarówek z siedzibą w Göteborgu w Szwecji, którego właścicielem jest Volvo AB. W 2016 roku był drugim co do wielkości producentem ciężkich samochodów ciężarowych na świecie.
Grupa Volvo została zreorganizowana w dniu 1 stycznia 2012 r. i w ramach tego procesu Volvo Trucks przestało być odrębną firmą i zostało włączone do Volvo Group Trucks wraz z innymi markami ciężarówek Volvo, Renault Trucks, Mack Trucks i UD Trucks..
Pierwsza ciężarówka Volvo zjechała z linii produkcyjnych w 1928 r., a w 2016 r. Volvo Trucks zatrudniało ponad 52 000 osób na całym świecie. Volvo, produkuje i montuje ciężarówki w ośmiu całkowicie należących do siebie zakładach montażowych i dziewięciu fabrykach należących do lokalnych interesów. Volvo Trucks produkuje i sprzedaje ponad 190 000 sztuk rocznie.